# Nat Phillips
Nathan Robert „Nat“ Phillips (* 21. Juli 1883 in Brewarrina, New South Wales; † 21. Juni 1932 in Sydney) war ein australischer Theaterleiter, Komiker und Entertainer.
Der Sohn des Sängers Louis Phillips und der Schauspielerin Rebecca Tolano, einer Schwester des Theatermanagers Joe Tolano, debütierte achtjährig als Akrobat einer Amateurshow in Sydney. Zehnjährig schloss er sich mit dem Tanzakrobaten Tommy Armstrong zusammen und tourte mit diesem durch Australien. 1903 ging er in die USA und trat in den nächsten Jahren dort und in Europa auf. 1912 kehrte er mit seiner Frau Daisy Merritt nach Australien zurück.
Ab 1914 managte er das Princess Theatre in Sydney, später das Gaiety Theatre und das Bijou Theatre in Melbourne. Neben seinen abendlichen Auftritten schrieb und komponierte er häufig auch die Stücke selbst. Seine populärste Rolle war Stiffy, die er 1914 kreierte und um die herum er eine Anzahl einaktiger Musikkomödien („Revusicals“) auf die Bühne brachte. 
1916 eröffnete er das Princess Theatre mit What Oh, Tonight mit seinem neuen Bühnenpartner Roy Rene, der als Mo auftrat. Der Auftritt wurde ein so durchschlagender Erfolg, dass beide bis 1925 gemeinsam als Stiffy and Mo durch Australien und Neuseeland tourten. Danach arbeiteten beide getrennt mit anderen Partnern, bis sie sich 1927 erneut zusammenschlossen und nochmals eineinhalb Jahre erfolgreich als Stiffy und Mo auftraten. 
Danach gründete Phillips die Whirligig Revue Company, zu der auch seine Frau und sein Bruder Jack Phillips gehörten. Gegen den aufkommenden Tonfilm konnte er sich jedoch, wie viele andere in dieser Zeit, mit seinem Vaudevillunternehmen nicht behaupten. Er starb 1932 unerwartet mitten in der Vorbereitung zu Auftritten in Melbourne und im Grand Opera House in  Sydney unter Vertrag der Connors and Paul Theatres, Ltd.